# Biblioteca Națională a Indiei
Biblioteca Națională (în bengaleză ভারতের জাতীয় গ্রন্থাগার) de pe Belvedere Estate din Alipore, Kolkata, este cea mai mare bibliotecă din India după numărul de volume. Ea se află sub autoritatea Departamentului pentru Cultură din cadrul Ministerului Turismului și Culturii din India. Biblioteca are scopul de a colecta, a disemina și a conserva materialele tipărite publicate în India. Biblioteca este situat pe terenul de 30 de acri (12 ha) denumit Belvedere Estate. Este cea mai mare bibliotecă din India, cu o colecție de 2,2 milioane de cărți. Înainte de proclamarea independenței, aici s-a aflat reședința oficială a guvernatorului din Bengal.

## Istoric

### Biblioteca Publică din Calcutta

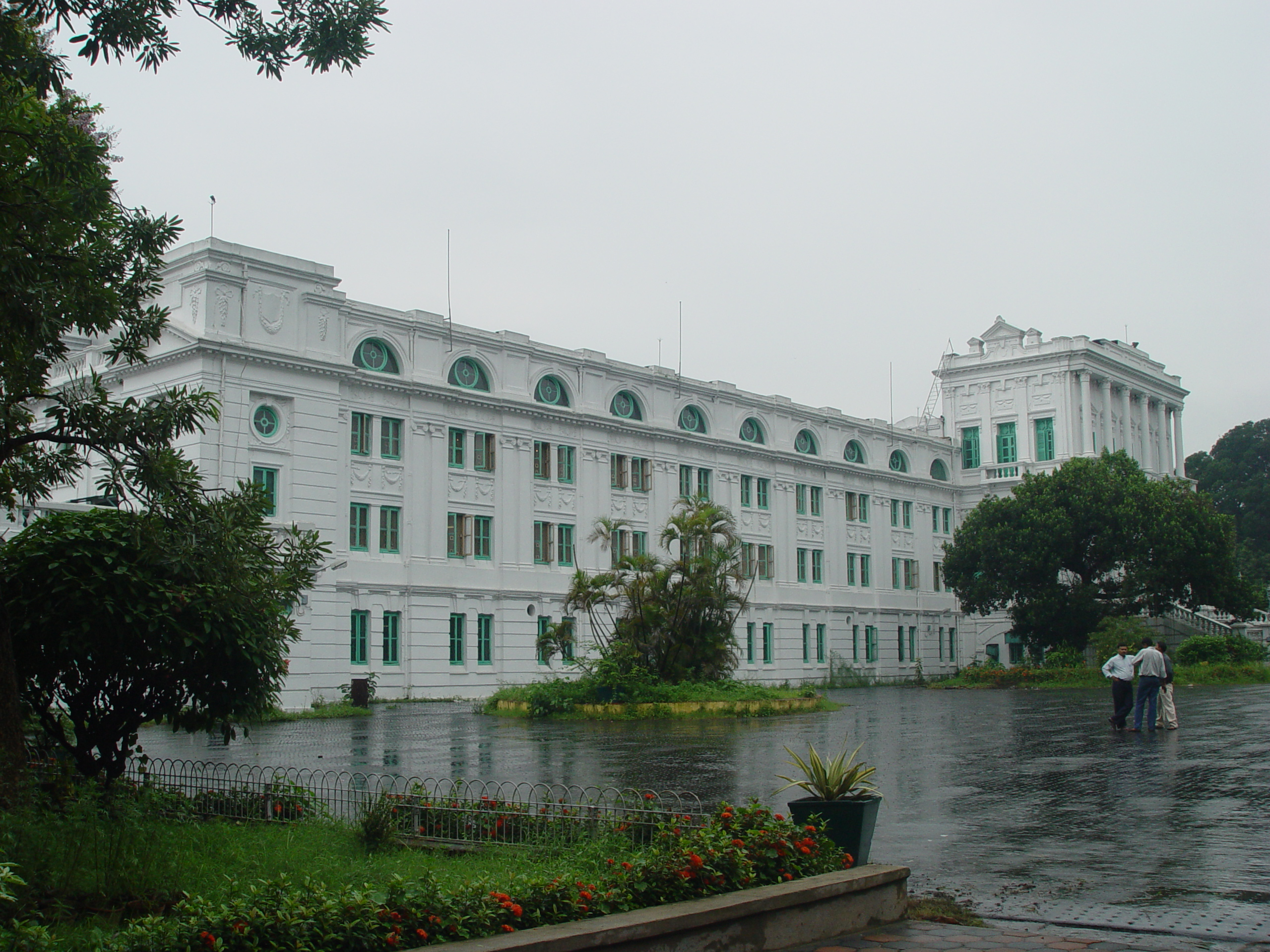
Biblioteca Națională

Istoria Bibliotecii Naționale a început odată cu formarea de Bibliotecii Publice din Calcutta în 1836.
Aceasta era o instituție neguvernamentală , instituții și a fost rula pe o proprietate de baza. Persoanele care contribuiau cu 300 de rupii (4,50 dolari) deveneau proprietari. Prințul Dwarkanath Tagore a fost primul proprietar al acelei biblioteci. Suma de 300 de rupii era o sumă destul de mare la acel moment, astfel încât studenții și cercetătorii săraci au avut acces gratuit la bibliotecă pentru o anumită perioadă de timp.
Lordul Metcalfe, Guvernatorul General de la acea vreme, a transferat 4.675 volume din biblioteca de la Fort William College către Biblioteca Publică din Calcutta. Această donație, precum și alte similare realizate de persoanele fizice, a constituit nucleul bibliotecii.
Au fost achiziționate atât cărți indiene, cât și străine, mai ales britanice. Donații au făcute în mod regulat de către persoane fizice și de guvern.
Biblioteca Publică din Calcutta a avut o situație unică ca prima bibliotecă publică din această parte a lumii. O astfel de bibliotecă bine organizată și eficientă era rară chiar și în Europa în prima jumătate a secolului al XIX-lea.
Ca urmare a eforturilor Bibliotecii Publice din Calcutta, Biblioteca Națională are mai multe cărți și reviste extrem de rare în colecția sa.

### Biblioteca Imperială
Biblioteca Imperială a fost format în anul 1891, prin unirea mai multor biblioteci din Calcutta. Dintre acestea, cea mai importantă și mai interesantă a fost biblioteca Ministerului de Interne, care conținea mai multe cărți ce aparținuseră anterior bibliotecii East India College din Fort William și bibliotecii East India Board din Londra. Utilizarea bibliotecii a fost limitată însă la funcționarii superiori ai guvernului.

### Fuziunea Bibliotecii Publice cu Biblioteca Imperială
În 1903, Lordul Curzon de Kedleston, vicerege al Indiei, a avut ideea de a deschide o bibliotecă pentru uz public.
El a observat că ambele biblioteci — Biblioteca Imperială și Biblioteca Publică din Calcutta — erau subutilizate din cauza restricțiilor sau a lipsei de facilități. Astfel a decis să combine bogatele colecții ale celor două biblioteci.
Biblioteca nou formată, denumită Biblioteca Imperială, a fost deschis oficial pentru public pe 30 ianuarie 1903 în Metcalfe Hall. Această clădire fusese anterior locuința guvernatorului general; Wellington, Cornwallis și Warren Hastings au locuit în clădire, iar ultimul dintre ei a avut acolo un duel cu un membru al comitetului guvernamental.
Gazette of London a consemnat: "Ea este destinată să fie o bibliotecă de referință, un loc de muncă pentru studenți și un depozit de materiale pentru viitorii istorici din India, în care, în măsura posibilului, să poată fi găsită și citită în orice moment fiecare lucrare scrisă despre India."

### Declararea Bibliotecii Imperiale ca Bibliotecă Națională

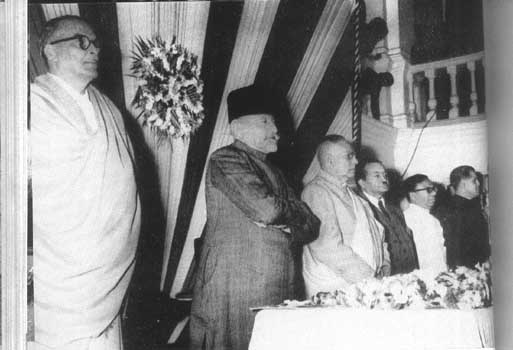
Deschiderea oficială a Bibliotecii Naționale pe 1 februarie 1953.

După independență, Guvernul Indiei a schimbat numele Bibliotecii Imperiale în cel de Biblioteca Națională, iar colecția a fost mutată din zona Esplanade în Belvedere Estate. Pe 1 februarie 1953 Biblioteca Națională a fost deschisă către public.

### Descoperirea camerei ascunse
În 2010, Ministerul Culturii, proprietarul bibliotecii, a decis restaurarea clădirii bibliotecii de către Archaelogical Survey of India (ASI). În timp ce făceau inventarul în clădirea bibliotecii, inginerii restauratori au descoperit o încăpere necunoscută anterior. Camera de la parter pare să nu aibă nici o deschidere de vreun fel.
Arheologii ASI au încercat să caute o trapă în zona de la primul etaj (care formează tavanul camerei), dar nu au găsit nimic. Deoarece clădirea este de importanță istorică și culturală, ASI a decis să foreze o gaură în perete în loc să-l spargă. Există speculații că această încăpere ar fi fost o cameră de pedeapsă utilizată de către Warren Hastings și de alți oficiali britanici sau un loc de păstrare a comorilor.
În ianuarie 2012, cu toate acestea, nu există informații publice suplimentare cu privire la această cameră.

## Vizitare
Biblioteca Națională este situat pe Belvedere Road în Alipore, Calcutta. Ea este deschisă între 9 am și 8 pm în toate zilele lucrătoare și între 9.30 am și 6.00 pm sâmbăta, duminica și în sărbătorile legale.
Accesul către principala sală de lectură (Bhasha Bhavan) a Bibliotecii Naționale este strict controlată. Vizitatorii trebuie să aibă un permis de acces pentru sala de lectură. Ei trebuie să completeze un formular de înscriere (disponibil pe situl Bibliotecii Naționale), iar acesta să fie atestat de un funcționar guvernamental. Permisele pentru cititori sunt eliberate numai între orele 11.00 am și 1.00 pm și între 3.00 pm și 4.00 pm, de luni până vineri, cu excepția sărbătorilor legale.

## Statisticile bibliotecii
- Peste 2.270.000 de cărți
- Peste 86.000 de hărți
- Peste 3.200 de manuscrise
- Peste 45 de kilometri pătrați de spațiu de depozitare
- Sălile de lectură pot găzdui peste 550 de persoane